# Patrick Kifu Apataki
Patrick Kifu Apataki (ur. 5 marca 1978 w Kinszasie) – kongijski piłkarz grający na pozycji pomocnika.

## Kariera klubowa
Karierę piłkarską Apataki rozpoczął w klubie DC Motema Pembe. W jego barwach zadebiutował w 1999 roku w pierwszej lidze Demokratycznej Republiki Konga. W 1999 roku wywalczył z tym klubem mistrzostwo Demokratycznej Republiki Konga.
W 2000 roku Apataki został piłkarzem belgijskiego KSC Lokeren i rozegrał w nim 2 mecze w belgijskiej ekstraklasie. W sezonie 2001/2002 grał w Turcji, w Bursasporze. Z kolei w latach 2002–2004 grał w Tunezji, najpierw w Club Sportif Sfaxien, a następnie w AS Marsa. Kolejne dwa sezony Kongijczyk spędził we Francji, w Racingu Paryż oraz w FC Rouen.
W 2006 roku Apataki został zawodnikiem południowoafrykańskiego AmaZulu FC z Durbanu. Po pół roku gry w tym klubie odszedł do Mamelodi Sundowns. W 2007 roku wywalczył z nim mistrzostwo Premier Soccer League. W 2008 roku przeszedł do drugoligowego Dynamos Polokwane. Natomiast w 2009 roku podpisał kontrakt z innym drugoligowcem, FC Cape Town.
W 2010 roku Apataki odszedł do Motemy Pembe. W kolejnych latach grał też w Angoli w Benfice Lubango, Sagradzie Esperança oraz w Recreativo Caála.

## Kariera reprezentacyjna
W reprezentacji Demokratycznej Republiki Konga Apataki zadebiutował w 2000 roku. W 2000 roku rozegrał 2 mecze w Pucharze Narodów Afryki 2000: z Algierią (0:0) i z Gabonem (0:0).
W 2002 roku Apataki był w kadrze narodowej na Puchar Narodów Afryki 2002. Jego dorobek na tym turnieju to 4 spotkania: z Kamerunem (0:1), z Togo (0:0), z Wybrzeżem Kości Słoniowej (3:1) i ćwierćfinale z Senegalem (0:2). W kadrze narodowej grał do 2005 roku. Rozegrał w niej 12 meczów.